# Cafedrine
Cafedrine o Cafredrina (nome latino Cafedrinum) è una sostanza utilizzata in ambito farmacologico come stimolante cardiaco, nel trattamento dell'ipotensione acuta o cronica indipendentemente dal meccanismo farmacologico e usato per aumentare la pressione sanguigna. Viene inoltre utilizzata per aiutare il risveglio dei pazienti dopo un'anestesia.